# 短散在核元件

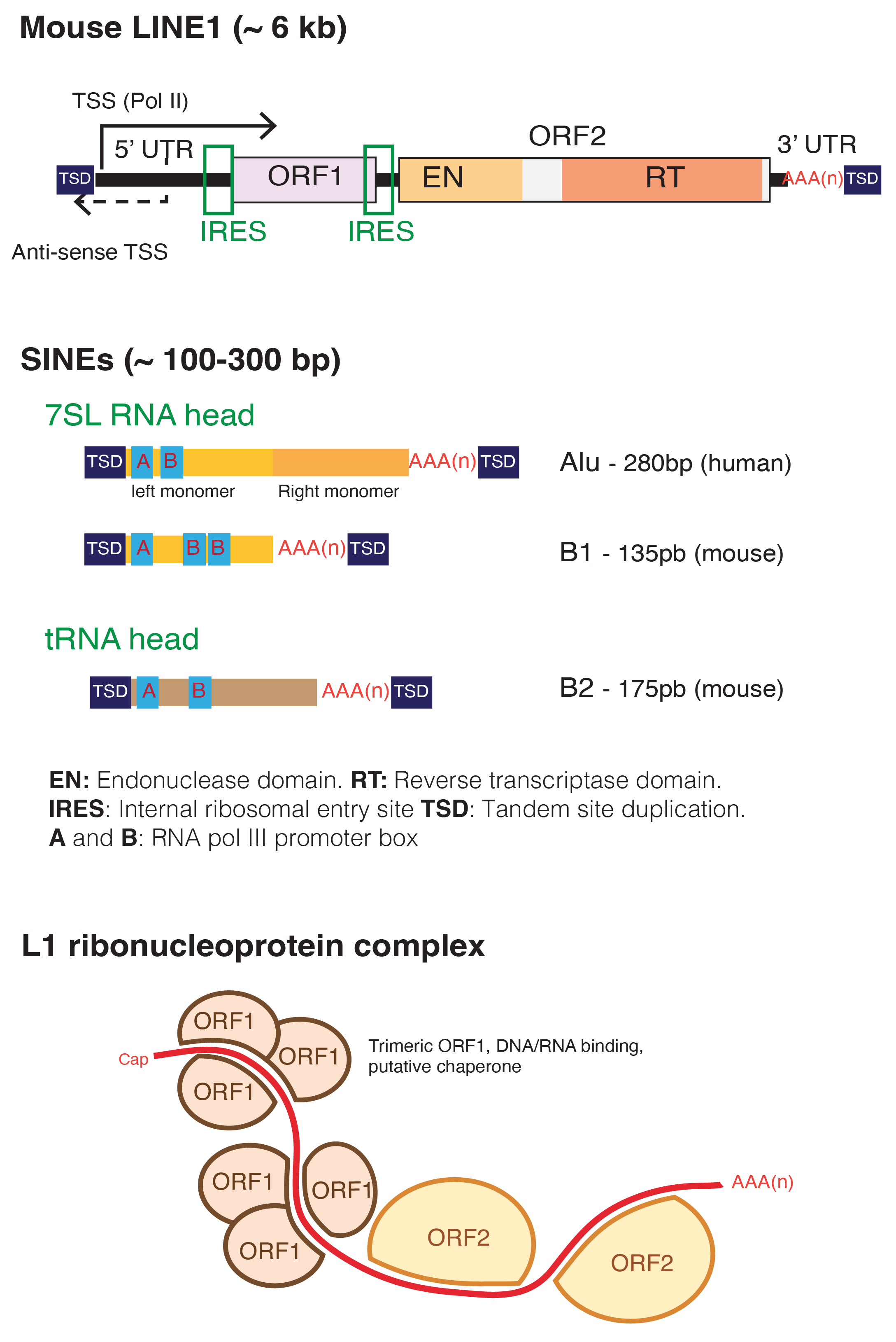
人類與小鼠基因組中的LINE1與SINE

短散在核元件（Short interspersed nuclear elements，簡稱SINE）是真核生物基因組中長100至700bp的轉位子序列，屬於反轉錄轉座子，哺乳類基因組約有13%為SINE。SINE與LINE等轉位子皆是「寄生」於生物基因組中的DNA元件，某些情況下可能對生物體有害，但有時細胞也將其用來調控自己的基因表現。
SINE一般不具有长末端重复序列（LTR），其序列從5端至3端可大致分為頭端、中端與尾端三部分，其中頭端大多來自tRNA等由RNA聚合酶III轉錄的RNA，例如Alu元件的5端序列即來自7SL RNA；中端序列常與長散在核元件（LINE）相似，因此可利用後者編碼的內切酶；尾端則是由一些重複序列組成。
SINE頭端的序列與tRNA等小RNA相似，可被RNA聚合酶III轉錄，且其啟動子和tRNA一樣是轉錄序列的一部份（稱為「內部啟動子」），而非位於其上游。SINE轉錄出的mRNA不編碼任何蛋白質，相較之下LINE可編碼具內切酶和反轉錄酶活性的蛋白，SINE因具有和LINE同源的序列，其RNA跟LINE的RNA均可利用這些蛋白，反轉錄成DNA後再隨機插入基因組中。SINE因需仰賴基因組中的其他序列編碼的酵素才能增殖，屬於非自主的逆转录转座子（non-autonomous retrotransposon），而LINE則是自主的逆转录转座子（autonomous retrotransposon）。LINE的轉錄在生殖系细胞和早期胚胎中較為活躍，因此SINE也大多在這些階段轉錄增殖，胚胎發育後期以後，體細胞中SINE的轉錄一般會被抑制，不過某些狀況下可能使其恢復表現。
Alu元件是靈長類演化過程中相當重要的SINE，約長300bp，人類基因組中有超過百萬個Alu元件，占基因組大小超過10%，許多其他動物基因組中也有大量的SINE。SINE插入重要的基因序列可影響基因表現而造成人類的遺傳疾病
，例如有些乳癌、大腸癌、白血病、血友病、囊腫性纖維化、神經纖維瘤病與Dent病為Alu元件插入造成。